# Денудация
Денудация (от латински denudation – оголване) е процесът на оголване на скалите от изветрелите материали (елувия), продукт на изветрянето и отнасяне на разрушения материал. Денудацията може да се осъществява само под действието на гравитацията (срутване, свличане) или в комбинация с някои от екзогенните сили – движещата се вода, въздух или ледени маси. Пренасянето на изветрелите материали създава условия за образуване на нови скали и допринася за развитието на релефа. Процесите на денудацията се развиват линейно и плоскостно в зависимост от естеството на екзогенните сили и свойствата на скалите. В българската литература ерозията се разглежда като вид денудация, причинена от течащата вода. В англоезичната литература ерозията се използва като термин, заменящ денудацията и се говори за ерозия от вятъра, от ледниците и брегова ерозия.

## Основни форми на денудация
- Свлачище – то се осъществява при наклонен терен и наличие на хлъзгава скална основа, като лежащите над нея скални и земни маси се подхлъзват и свличат надолу често без да променят своята структура.
- Срутище – процес, при който става откъсване на едри части от скални или земни маси под действието на собствената им тежест
- Сипей – същия процес, както при срутищата, само че тек надолу се придвижват дребни скални частици и земни маси.
- Солифлукция – представлява придвижване на силно размекнати земни маси при слаб или по-голям наклон върху устойчива подложка. Това явление е характерно за районите с вечнозамръзнала почва в полярните области и във високите планини.
- Отмиване – явление породено под действието на дъждовната вода в места изградени от слабо споени утаечни скали: морени, пясъци, конгломерати, чакъл и е характерно за откритите и обезлесени местности със сух климат.